# Грімія буро-жовта
Грімія буро-жовта (Grimmia funalis) — вид мохів порядку гріміальних (Grimmiales).

## Поширення
Батьківщиною є Європа, Африка, Північна Америка, Південна Америка, Азія, субантарктичні острови.